# Ансон (Техас)
Ансон (англ. Anson) — місто (англ. city) в США, в окрузі Джонс штату Техас. Населення — 2294 особи (2020).

## Географія
Ансон розташований за координатами 32°45′16″ пн. ш. 99°53′46″ зх. д. / 32.75444° пн. ш. 99.89611° зх. д. (32.754511, -99.896175).  За даними Бюро перепису населення США в 2010 році місто мало площу 7,16 км², з яких 7,15 км² — суходіл та 0,01 км² — водойми.

## Демографія
Згідно з переписом 2010 року, у місті мешкало 2430 осіб у 916 домогосподарствах у складі 621 родини. Густота населення становила 339 осіб/км².  Було 1111 помешкання (155/км²).
Расовий склад населення:
| - 78,6 % — білих - 2,9 % — чорних або афроамериканців - 0,5 % — корінних американців - 0,5 % — азіатів - 15,2 % — осіб інших рас |

До двох чи більше рас належало 2,4 %. Частка іспаномовних становила 36,9 % від усіх жителів.
За віковим діапазоном населення розподілялося таким чином: 28,0 % — особи молодші 18 років, 56,3 % — особи у віці 18—64 років, 15,7 % — особи у віці 65 років та старші. Медіана віку мешканця становила 37,2 року. На 100 осіб жіночої статі у місті припадало 89,3 чоловіків;  на 100 жінок у віці від 18 років та старших — 83,4 чоловіків також старших 18 років.
Середній дохід на одне домашнє господарство  становив 54 027 доларів США (медіана — 43 917), а середній дохід на одну сім'ю — 66 638 доларів (медіана — 62 051). За межею бідності перебувало 19,8 % осіб, у тому числі 21,8 % дітей у віці до 18 років та 7,2 % осіб у віці 65 років та старших.
Цивільне працевлаштоване населення становило 855 осіб. Основні галузі зайнятості: освіта, охорона здоров'я та соціальна допомога — 26,9 %, сільське господарство, лісництво, риболовля — 11,9 %, роздрібна торгівля — 11,3 %.